# Cleopatra (Venuskrater)
Cleopatra (ursprünglich Cleopatra Patera genannt) ist ein Einschlagkrater im Gebiet des Bergmassivs Maxwell Montes auf der Venus mit einem Durchmesser von 100 Kilometern und einer Tiefe von 2,5 Kilometern. Ein steiler Kanal von einigen Kilometern Breite (Anuket Vallis) durchbricht das unwegsame Gelände um den Kraterrand. Durch diesen Kanal floss eine große Menge Lava in die Täler von Fortuna Tessera. Der Krater ist in den Strukturen von Maxwell Montes eingebunden, was darauf hinweist, dass er relativ jung ist.
Der Krater ist nach der ägyptischen Königin Kleopatra VII. benannt.